# Via Ostiense

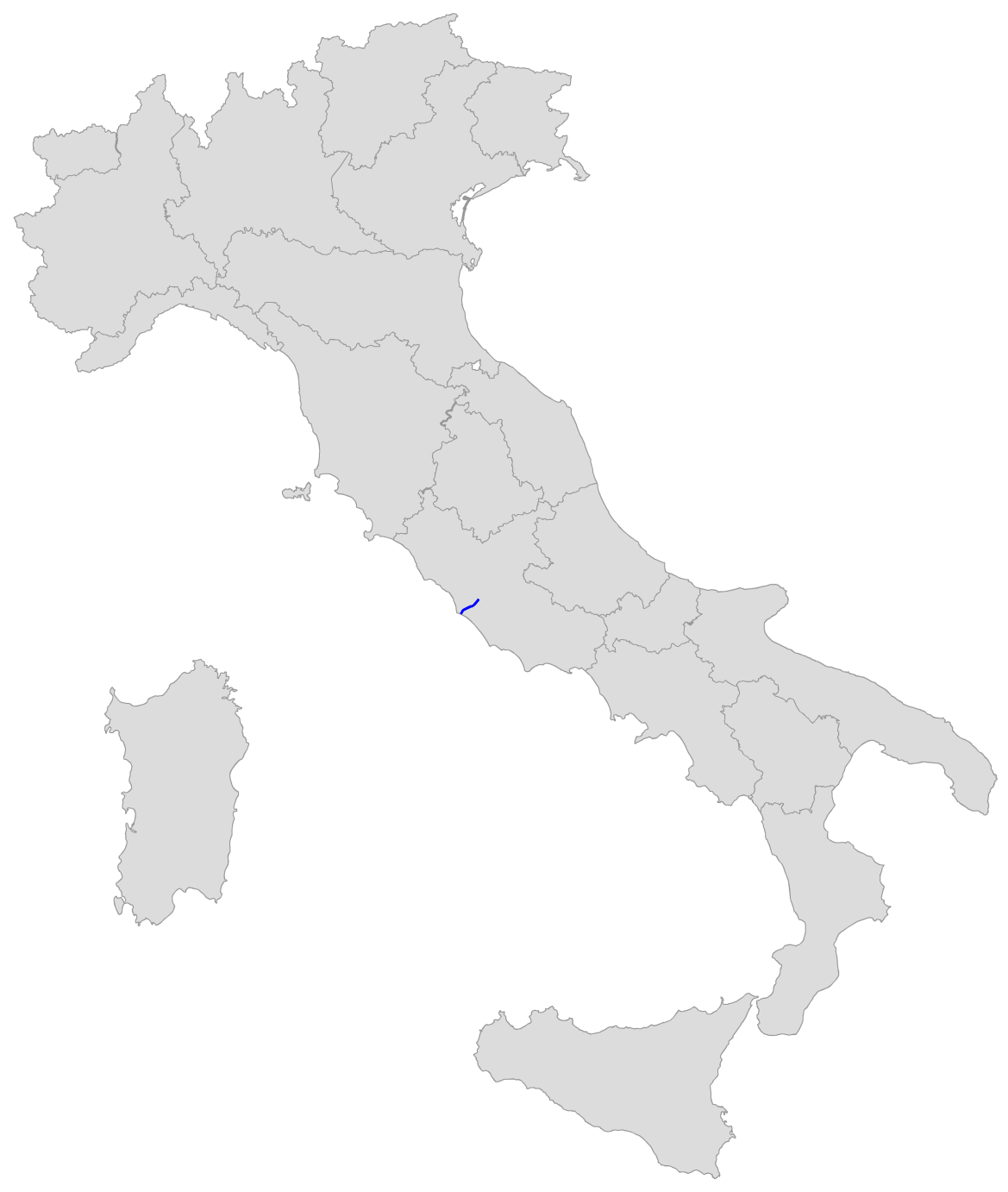
Trajeto da Via Ostiense.

A Via Ostiense (em latim: Via Ostiensis) era uma importante estrada romana. Ela seguia em direção ao oeste de Roma por aproximadamente 30 quilômetros, até o importante porto marítimo de Óstia Antiga, de quem ela tomou emprestado o nome. A estrada começava perto do fórum Boário, seguia entre o Aventino e o Tibre ao longo de sua margem esquerda (oriental) e deixava a cidade pela Porta Trigêmina, na Muralha Serviana. No caminho para Óstia, a estrada passa pela importante Basílica de São Paulo Extra-Muros. Há ruínas de pelo menos uma ponte romana ao longo da estrada, a Ponte presso Tor di Valle.
Mais tarde, quando a Muralha Aureliana foi construída, a estrada passou a deixar a cidade pela Porta Ostiense. No final do Império Romano, o comércio já estava em declínio por causa de uma crise econômica e Óstia perdeu muito de sua importância. Junta-se a isto, o crescimento em importância da Via Portuense a partir do reinado de Constantino I (r. 306–337), a Via Ostiense entrou em declínio. A moderna Via Ostiense, que segue um traçado similar ao original, é a principal conexão entre Roma e Óstia (um quarteirão de Roma atualmente), juntamente com a Via del Mare. 